# Propomacrus bimucronatus
Propomacrus bimucronatus là một loài bọ cánh cứng trong họ Euchiridae.